# Callicostella loriae
Callicostella loriae là một loài rêu trong họ Pilotrichaceae. Loài này được M. Fleisch. mô tả khoa học đầu tiên năm 1908.